# Геледе

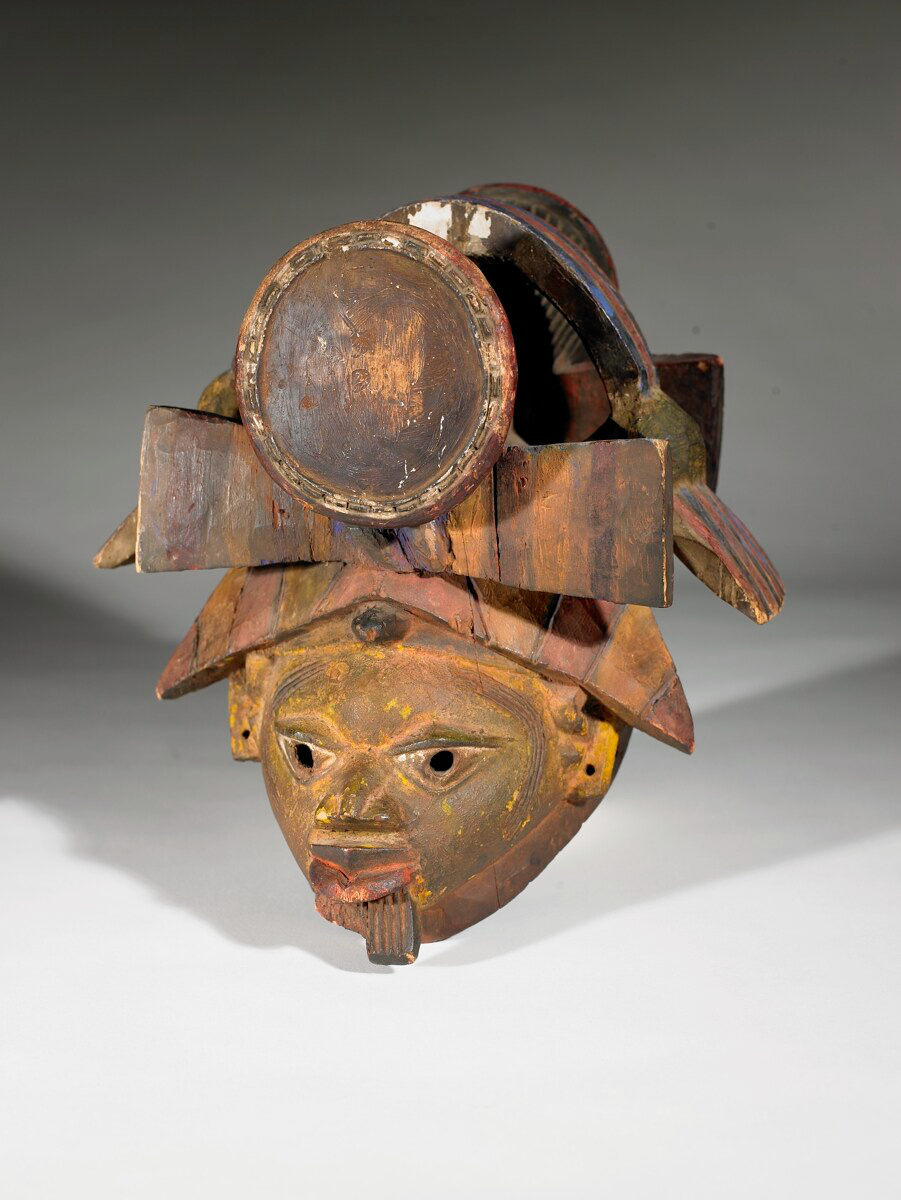
Маска геледе.

Геледе (йоруба Gẹlẹdẹ) — церемония у африканского народа йоруба, проводящаяся в честь праматери Ийя Нла и в знак признания роли женщин в обществе, сочетающаяся в себе пение и ритуальные танцы в красочных резных масках, ежегодно исполняемая в конце сезона сбора урожая, а также во время крупных мероприятий в отдельных сообществах.
В 2001 году народные песни геледе были включены в список шедевров устного и нематериального наследия человечества, а в 2008 году — в список нематериального культурного наследия человечества ЮНЕСКО.

## История
Церемония геледе практикуется в основном западными группами йоруба в Нигерии и Бенине, где традиция церемонии, вероятно, и возникла приблизительно в XVIII веке, а по причине работорговли в XIX веке распространилась на территории современных Сьерра-Леоне, Кубы и Бразилии.

## Описание
Церемония геледе проводится после сбора урожая, а также во время каких-либо важных для общины событий — например, во время засухи или эпидемии. Геледе является способом художественного выражения верований народа йоруба в сверхъестественные силы женщин в крайне нестабильной Вселенной (Eso l'aye). Йоруба считают, что некоторые пожилые женщины обладают способностями более сильными, нежели у богов или предков. Таких женщин называют «наши матери» (awan iya wa), «богинями общины» или «властительницами мира». Целью церемонии геледе является упрощение использования женщинами своих способностей для общины.
Церемония делится на две части: ночное представление (эфе) и дневное (геледе). Ночные представления проходят на главной площади деревни. Начинают их барабанщики и певцы, за которыми выступают оркестр и танцоры в масках и богато украшенных костюмах. Жители общины делятся на две группы: мужчин и женщин во главе с мужчиной и женщиной соответственно. На барабанах играют таким образом, чтобы их гул напоминал человеческие голоса, и барабанщики отбивают на них особый ритм эка, напоминающий язык йоруба.
В представлениях при этом участвуют только мужчины, часть из которых, переодетые, исполняют роли женщин. Танцор в маске под названием эфе (юморист) молит праматерь Ийя Нла благословить общину, даровав ей мир, счастье, здоровье, долголетие и большое число детей её членам, также просит защиты от бедствий и катастроф. Танцор в маске эфе также развлекает публику сатирическими песнями. В течение последующих дней, от трёх до семи, во второй половине дня исполняются танцы.

## Маски
Изготовленные из дерева маски геледе внешне похожи на человеческие головы с покрытием, напоминающим поднос, на которых расположены символические фигуры животных, овощей и плодов. Маски носят на голове, и лица у актёров частично закрыты вуалями.